# 特隆凱托島

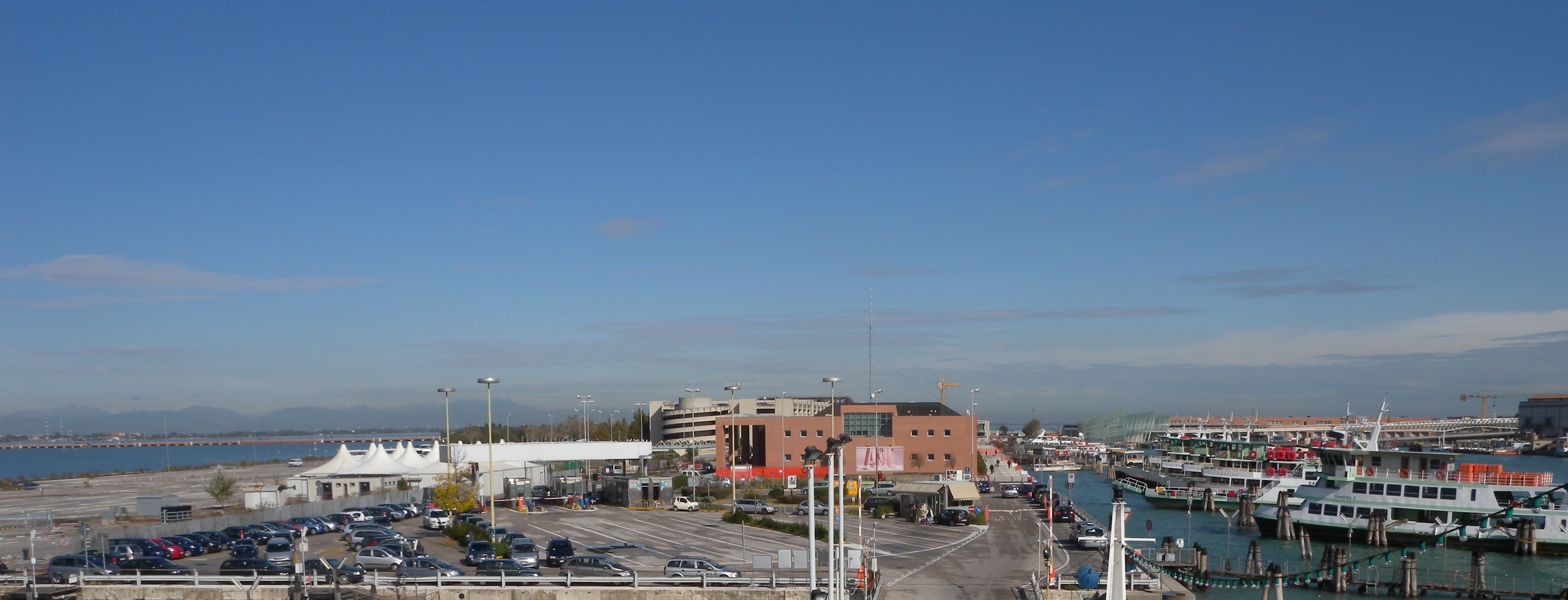

特隆凱托島是意大利的人工島，位於該國北部威尼斯潟湖，長0.69公里、寬0.22公里，面積0.184平方公里，該島建於1960年代，現時該島用作威尼斯的停車場，島上無人居住。
45°26′26″N 12°18′18″E / 45.44056°N 12.30500°E